# 500 kilomètres de Monza FIA GT 2000
Navigation
Édition précédente
Les 500 kilomètres de Monza 2000 FIA GT, disputées le 16 avril 2000 sur le circuit de Monza, sont la troisième manche du championnat FIA GT 2000.

## Course

### Classement de la course
Classement à l'issue de la course (vainqueurs de catégorie en gras), :
| Pos.   | Catégorie | N° | Écurie                        | Pilotes                                                  | Châssis                   | Pneus | Tours |
| Pos.   | Catégorie | N° | Écurie                        | Pilotes                                                  | Moteur                    | Pneus | Tours |
| ------ | --------- | -- | ----------------------------- | -------------------------------------------------------- | ------------------------- | ----- | ----- |
| 1      | GT        | 25 | Carsport Holland              | Mike Hezemans David Hart                                 | Chrysler Viper GTS-R      | M     | 87    |
| 1      | GT        | 25 | Carsport Holland              | Mike Hezemans David Hart                                 | Chrysler 8.0L V10         | M     | 87    |
| 2      | GT        | 3  | Freisinger Motorsport         | Bob Wollek Wolfgang Kaufmann                             | Porsche 911 GT2           | D     | 87    |
| 2      | GT        | 3  | Freisinger Motorsport         | Bob Wollek Wolfgang Kaufmann                             | Porsche 3.8L Turbo Flat-6 | D     | 87    |
| 3      | GT        | 14 | Lister Storm Racing           | Jamie Campbell-Walter Julian Bailey                      | Lister Storm              | M     | 86    |
| 3      | GT        | 14 | Lister Storm Racing           | Jamie Campbell-Walter Julian Bailey                      | Jaguar 7.0L V12           | M     | 86    |
| 4      | GT        | 2  | Chamberlain Motorsport        | Walter Brun Toni Seiler                                  | Chrysler Viper GTS-R      | M     | 86    |
| 4      | GT        | 2  | Chamberlain Motorsport        | Walter Brun Toni Seiler                                  | Chrysler 8.0L V10         | M     | 86    |
| 5      | GT        | 29 | Team A.R.T.                   | Jean-Pierre Jarier François Lafon                        | Chrysler Viper GTS-R      | M     | 85    |
| 5      | GT        | 29 | Team A.R.T.                   | Jean-Pierre Jarier François Lafon                        | Chrysler 8.0L V10         | M     | 85    |
| 6      | GT        | 10 | Paul Belmondo Competition     | Jean-Claude Lagniez Guy Martinolle                       | Chrysler Viper GTS-R      | D     | 85    |
| 6      | GT        | 10 | Paul Belmondo Competition     | Jean-Claude Lagniez Guy Martinolle                       | Chrysler 8.0L V10         | D     | 85    |
| 7      | GT        | 27 | Autorlando                    | Marco Spinelli Fabio Villa Gabriele Sabatini             | Porsche 911 GT2           | P     | 84    |
| 7      | GT        | 27 | Autorlando                    | Marco Spinelli Fabio Villa Gabriele Sabatini             | Porsche 3.8L Turbo Flat-6 | P     | 84    |
| 8      | N-GT      | 51 | Pennzoil Quaker State G-Force | Nigel Smith Michel Neugarten                             | Porsche 911 GT3-R         | D     | 84    |
| 8      | N-GT      | 51 | Pennzoil Quaker State G-Force | Nigel Smith Michel Neugarten                             | Porsche 3.6L Flat-6       | D     | 84    |
| 9      | N-GT      | 56 | EMKA GTC                      | Steve O'Rourke Tim Sugden                                | Porsche 911 GT3-R         | P     | 83    |
| 9      | N-GT      | 56 | EMKA GTC                      | Steve O'Rourke Tim Sugden                                | Porsche 3.6L Flat-6       | P     | 83    |
| 10     | N-GT      | 52 | Larbre Compétition Chéreau    | Christophe Bouchut Patrice Goueslard                     | Porsche 911 GT3-R         | M     | 83    |
| 10     | N-GT      | 52 | Larbre Compétition Chéreau    | Christophe Bouchut Patrice Goueslard                     | Porsche 3.6L Flat-6       | M     | 83    |
| 11     | N-GT      | 55 | ART Engineering               | Constantino Bertuzzi Pierangelo Masselli                 | Porsche 911 GT3-R         | P     | 83    |
| 11     | N-GT      | 55 | ART Engineering               | Constantino Bertuzzi Pierangelo Masselli                 | Porsche 3.6L Flat-6       | P     | 83    |
| 12     | N-GT      | 53 | Larbre Compétition Chéreau    | Ferdinand de Lesseps Jean-Luc Chéreau André Ahrlé        | Porsche 911 GT3-R         | M     | 81    |
| 12     | N-GT      | 53 | Larbre Compétition Chéreau    | Ferdinand de Lesseps Jean-Luc Chéreau André Ahrlé        | Porsche 3.6L Flat-6       | M     | 81    |
| 13     | GT        | 7  | Proton Competition            | Gerold Ried Christian Ried Renato Mastropietro (en)      | Porsche 911 GT2           | Y     | 80    |
| 13     | GT        | 7  | Proton Competition            | Gerold Ried Christian Ried Renato Mastropietro (en)      | Porsche 3.6L Turbo Flat-6 | Y     | 80    |
| 14     | N-GT      | 66 | MAC Racing                    | Massimo Frigerio Paolo Rapetti                           | Porsche 911 GT3-R         | D     | 80    |
| 14     | N-GT      | 66 | MAC Racing                    | Massimo Frigerio Paolo Rapetti                           | Porsche 3.6L Flat-6       | D     | 80    |
| 15     | N-GT      | 75 | Kessel Racing                 | Loris Kessel Andrea Garbagnati Paolo Ligresti            | Ferrari 360 Modena        | P     | 79    |
| 15     | N-GT      | 75 | Kessel Racing                 | Loris Kessel Andrea Garbagnati Paolo Ligresti            | Ferrari 3.6L V8           | P     | 79    |
| 16     | N-GT      | 67 | MAC Racing                    | Roberto Orlandi Renato Biciato                           | Porsche 911 GT3-R         | D     | 79    |
| 16     | N-GT      | 67 | MAC Racing                    | Roberto Orlandi Renato Biciato                           | Porsche 3.6L Flat-6       | D     | 79    |
| 17     | N-GT      | 70 | JMB Competition               | Marco Lambertini Batti Pregliasco                        | Ferrari 360 Modena N-GT   | P     | 79    |
| 17     | N-GT      | 70 | JMB Competition               | Marco Lambertini Batti Pregliasco                        | Ferrari 3.6L V8           | P     | 79    |
| 18     | N-GT      | 61 | Supertech erg                 | Erich Prinoth Ivan Capelli                               | Ferrari 360 Modena        | P     | 78    |
| 18     | N-GT      | 61 | Supertech erg                 | Erich Prinoth Ivan Capelli                               | Ferrari 3.6L V8           | P     | 78    |
| 19     | GT        | 36 | Estoril Racing                | Oscar Rovelli Michel Monteiro                            | Porsche 911 GT2           | D     | 78    |
| 19     | GT        | 36 | Estoril Racing                | Oscar Rovelli Michel Monteiro                            | Porsche 3.6L Turbo Flat-6 | D     | 78    |
| 20     | N-GT      | 63 | Team LR Organisation          | Franco Bugané François Migault "Raël"                    | Porsche 911 GT3-R         | P     | 77    |
| 20     | N-GT      | 63 | Team LR Organisation          | Franco Bugané François Migault "Raël"                    | Porsche 3.6L Flat-6       | P     | 77    |
| 21     | GT        | 9  | Haberthur Racing              | Luca Cattaneo Renato Premoli Antonio De Castro           | Porsche 911 GT2           | D     | 67    |
| 21     | GT        | 9  | Haberthur Racing              | Luca Cattaneo Renato Premoli Antonio De Castro           | Porsche 3.8L Turbo Flat-6 | D     | 67    |
| 22 DNF | N-GT      | 50 | Pennzoil Quaker State G-Force | Robert Nearn Magnus Wallinder                            | Porsche 911 GT3-R         | D     | 59    |
| 22 DNF | N-GT      | 50 | Pennzoil Quaker State G-Force | Robert Nearn Magnus Wallinder                            | Porsche 3.6L Flat-6       | D     | 59    |
| 23 DNF | GT        | 12 | Paul Belmondo Racing          | Paul Belmondo Vincent Vosse                              | Chrysler Viper GTS-R      | D     | 52    |
| 23 DNF | GT        | 12 | Paul Belmondo Racing          | Paul Belmondo Vincent Vosse                              | Chrysler 8.0L V10         | D     | 52    |
| 24 DNF | N-GT      | 77 | RWS Red Bull Racing           | Luca Riccitelli Hans-Jörg Hofer Hans Willems             | Porsche 911 GT3-R         | M     | 51    |
| 24 DNF | N-GT      | 77 | RWS Red Bull Racing           | Luca Riccitelli Hans-Jörg Hofer Hans Willems             | Porsche 3.6L Flat-6       | M     | 51    |
| 25 DNF | N-GT      | 54 | Noël del Bello Racing         | Jean-Luc Maury-Laribiére Patrick Caternet Jacques Corbet | Porsche 911 GT3-R         | D     | 44    |
| 25 DNF | N-GT      | 54 | Noël del Bello Racing         | Jean-Luc Maury-Laribiére Patrick Caternet Jacques Corbet | Porsche 3.6L Flat-6       | D     | 44    |
| 26 DNF | GT        | 5  | Konrad Motorsport             | Franz Konrad Jürgen von Gartzen                          | Porsche 911 GT2           | D     | 41    |
| 26 DNF | GT        | 5  | Konrad Motorsport             | Franz Konrad Jürgen von Gartzen                          | Porsche 3.8L Turbo Flat-6 | D     | 41    |
| 27 DNF | GT        | 15 | Lister Storm Racing           | Peter Hardman Nicolaus Springer Philippe Favre           | Lister Storm              | M     | 26    |
| 27 DNF | GT        | 15 | Lister Storm Racing           | Peter Hardman Nicolaus Springer Philippe Favre           | Jaguar 7.0L V12           | M     | 26    |
| 28 DNF | GT        | 22 | Wieth Racing                  | Niko Wieth Franz Wieth                                   | Porsche 911 GT2           | D     | 22    |
| 28 DNF | GT        | 22 | Wieth Racing                  | Niko Wieth Franz Wieth                                   | Porsche 3.8L Turbo Flat-6 | D     | 22    |
| 29 DNF | GT        | 8  | Haberthur Racing              | Patrick Vuillaume Mauro Casadei Riccardo Schmid          | Porsche 911 GT2           | D     | 19    |
| 29 DNF | GT        | 8  | Haberthur Racing              | Patrick Vuillaume Mauro Casadei Riccardo Schmid          | Porsche 3.8L Turbo Flat-6 | D     | 19    |
| 30 DNF | GT        | 16 | First Racing                  | Fabien Giroix Jean-Denis Delétraz                        | Ferrari 550 Maranello     | D     | 9     |
| 30 DNF | GT        | 16 | First Racing                  | Fabien Giroix Jean-Denis Delétraz                        | Ferrari 6.0L V12          | D     | 9     |
| 31 DNF | N-GT      | 60 | Haberthur Racing              | Fabio Rosa Fabio Babini                                  | Porsche 911 GT3-R         | ?     | 8     |
| 31 DNF | N-GT      | 60 | Haberthur Racing              | Fabio Rosa Fabio Babini                                  | Porsche 3.6L Flat-6       | ?     | 8     |
| 32 DNF | GT        | 4  | Freisinger Motorsport         | Ernst Palmberger Yukihiro Hane                           | Porsche 911 GT2           | D     | 2     |
| 32 DNF | GT        | 4  | Freisinger Motorsport         | Ernst Palmberger Yukihiro Hane                           | Porsche 3.8L Turbo Flat-6 | D     | 2     |
| 33 DNF | GT        | 11 | Paul Belmondo Racing          | Boris Derichebourg Claude-Yves Gosselin                  | Chrysler Viper GTS-R      | D     | 2     |
| 33 DNF | GT        | 11 | Paul Belmondo Racing          | Boris Derichebourg Claude-Yves Gosselin                  | Chrysler 8.0L V10         | D     | 2     |
| 34 DNF | GT        | 19 | Marcos Racing International   | Cor Euser Herman Buurman Harald Becker                   | Marcos Mantara LM600      | D     | 1     |
| 34 DNF | GT        | 19 | Marcos Racing International   | Cor Euser Herman Buurman Harald Becker                   | Chevrolet 5.9L V8         | D     | 1     |
| 35 DNF | GT        | 21 | Racing Box                    | Luca Cappellari Raffaele Sangiuolo Gabriele Matteuzzi    | Chrysler Viper GTS-R      | D     | 1     |
| 35 DNF | GT        | 21 | Racing Box                    | Luca Cappellari Raffaele Sangiuolo Gabriele Matteuzzi    | Chrysler 8.0L V10         | D     | 1     |
| 36 DNF | GT        | 28 | RWS                           | Horst Felbermayr, Sr. Horst Felbermayr, Jr.              | Porsche 911 GT2           | ?     | 0     |
| 36 DNF | GT        | 28 | RWS                           | Horst Felbermayr, Sr. Horst Felbermayr, Jr.              | Porsche 3.8L Turbo Flat-6 | ?     | 0     |
| DNS    | GT        | 1  | Chamberlain Motorsport        | Xavier Pompidou Stephen Watson                           | Chrysler Viper GTS-R      | M     | –     |
| DNS    | GT        | 1  | Chamberlain Motorsport        | Xavier Pompidou Stephen Watson                           | Chrysler 8.0L V10         | M     | –     |